# Pantoporia pardus
Pantoporia pardus är en fjärilsart som beskrevs av Hans Fruhstorfer 1908. Pantoporia pardus ingår i släktet Pantoporia och familjen praktfjärilar. Inga underarter finns listade i Catalogue of Life.